# محمد اوال
محمد اوال (بالفرنسية: Mahama Awal)‏ (10 يونيو 1991 بياوندي في الكاميرون - ) هو لاعب كرة قدم كاميروني في مركز جناح ‏. لعب مع نادي جنوب الصين وShaanxi Wuzhou F.C. ‏.

## وصلات خارجية
- محمد اوال على موقع قاعدة بيانات كرة القدم.إي يو (الإنجليزية)
- محمد اوال على موقع قاعدة بيانات كرة القدم.إي يو (الإنجليزية)
- محمد اوال على موقع Soccerway.com (الإنجليزية)